# Menoponidae
Famille
Les Menoponidae sont une famille de poux parasites hématophages des oiseaux. C'est l'une des plus importantes familles du sous-ordre des Amblycera. Ces espèces présentent de petites antennes (invisibles à l'œil nu) cachées derrière les yeux par des rainures.

## Liste des genres
Selon BioLib (30 juin 2020) :
- genre Actornithophilus Ferris, 1916
- genre Aegypiphilus Eichler, 1944
- genre Afrimenopon Price, 1970
- genre Allocolpocephalum Qadri, 1939
- genre Amyrsidea Ewing, 1927
- genre Ancistrona Westwood, 1874
- genre Apterygon Clay, 1961
- genre Aquiligogus Eichler & Zlotorzycka, 1971
- genre Ardeiphilus Bedford, 1939
- genre Austromenopon Bedford, 1939
- genre Bonomiella Conci, 1942
- genre Bucerocolpocephalum Elbel, 1967
- genre Bucerophagus Bedford, 1929
- genre Cavifera Clay & Price, 1970
- genre Chapinia Elbel, 1967
- genre Ciconiphilus Bedford, 1939
- genre Clayia Hopkins, 1941
- genre Colimenopon Clay & Meinertzhagen, 1941
- genre Colpocephalum Nitzsch, 1818
- genre Comatomenopon Uchida, 1920
- genre Conciella Eichler, 1949
- genre Coramenopon Price, 1968
- genre Ctenigogus Eichler & Zlotorzycka, 1963
- genre Cuculimenopon Price & Emerson, 1975
- genre Cuculiphilus Uchida, 1926
- genre Dennyus Neumann, 1906
- genre Dicteisia Bedford, 1939
- genre Eidmanniella Kéler, 1938
- genre Elbelia Price & Emerson, 1975
- genre Eomenacanthus Uchida, 1926
- genre Eomenopon Harrison, 1915
- genre Epiara Carriker, 1954
- genre Eucolpocephalum Bedford, 1930
- genre Eureum Nitzsch, 1818
- genre Ewingella Eichler, 1941
- genre Falcomenopon Emerson & Elbel, 1958
- genre Franciscoloa Conci, 1942
- genre Fregatiella Ryan & Price, 1969
- genre Gallacanthus Eichler, 1972
- genre Gruimenopon Clay & Meinertzhagen, 1941
- genre Heleonomus Ferris, 1916
- genre Heterokodeia Carriker, 1954
- genre Heteromenopon Carriker, 1954
- genre Hoazineus Guimarães, 1940
- genre Hohorstiella Eichler, 1940
- genre Holomenopon Eichler, 1941
- genre Kaysius Price & Clayton, 1989
- genre Kelerimenopon Conci, 1942
- genre Kurodaia Uchida, 1926
- genre Longimenopon Thompson, 1948
- genre Machaerilaemus Harrison, 1915
- genre Menacanthus Neumann, 1912
- genre Menopon Nitzsch, 1818
- genre Meromenopon Clay & Meinertzhagen, 1941
- genre Microctenia Kéler, 1939
- genre Mimemamenopon Carriker, 1957
- genre Myrsidea Waterston, 1915
- genre Neocolpocephalum Ewing, 1933
- genre Neomenopon Bedford, 1920
- genre Nosopon Hopkins, 1949
- genre Numidicola Ewing, 1927
- genre Odoriphila Clay & Meinertzhagen, 1941
- genre Osborniella Thompson, 1948
- genre Pacifimenopon Price, 1966
- genre Pelecanigogus Eichler, 1949
- genre Piagetiella Neumann, 1906
- genre Picusphilus Ansari, 1951
- genre Plegadiphilus Bedford, 1939
- genre Podargiphilus Mey, 1991
- genre Procellariphaga Eichler, 1949
- genre Pseudomenopon Mjöberg, 1910
- genre Psittacobrosus Carriker, 1954
- genre Psittacomenopon Bedford, 1930
- genre Pterophilus Clay & Price, 1970
- genre Quateia Price & Emerson, 1975
- genre Rediella Hopkins, 1948
- genre Somaphantus Paine, 1914
- genre Tendeiroella Eichler, 1982
- genre Trinoton Nitzsch, 1818
- genre Turacoeca Thompson, 1938
- genre Uchida Ewing, 1930
- genre Upupacanthus Eichler, 1986

## Publication originale
- Eric Mjöberg, « Studien über Mallophagen und Anopluren », Arkiv för zoologi, vol. 6,‎ 1910, p. 1–296 (ISSN 0004-2110, DOI 10.5962/BHL.PART.26907, lire en ligne).